# Thiên Sơn Độn
Quẻ Thiên Sơn Độn, đồ hình::|||| còn gọi là quẻ Độn (遯 dun4), là quẻ thứ 33 trong Kinh Dịch.
- Nội quái là ☶ (::| 艮 gen4) Cấn hay Núi (山).
- Ngoại quái là ☰ (||| 乾 qian2) Càn hay Trời (天).

Giải nghĩa: Thoái dã. Ẩn trá. Lui, ẩn khuất, tránh đời, lừa dối, trá hình, có ý trốn tránh, trốn cái mặt thấy cái lưng. Báo ẩn nam sơn chi tượng: tượng con báo ẩn ở núi nam.